# غلبهار اتابكي (بربرود الغربي)
غلبهار اتابکي (بالفارسية: گل بهار اتابکی) هي منطقة سكنية تقع في إيران في قسم بربرود الغربي الریفي. يقدر عدد سكانها بـ 142 نسمة .